# 沃伊切赫·库尔皮耶夫斯基
沃伊切赫·库尔皮耶夫斯基（波蘭語：Wojciech Kurpiewski，1966年2月16日—2016年10月8日），波兰男子皮划艇运动员。他曾代表波兰参加1988年和1992年夏季奥林匹克运动会皮划艇比赛，其中1992年奥运会获得一枚银牌。